# Gustav Heinrich Wiedemann

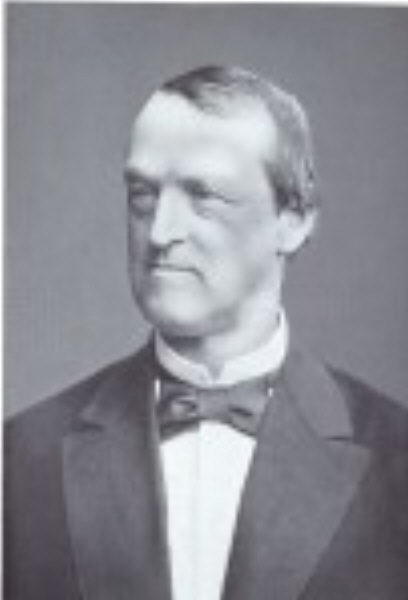
Gustav Wiedemann in Basel

Gustav Heinrich Wiedemann (* 2. Oktober 1826 in Berlin; † 23. März 1899 in Leipzig) war ein deutscher Physiker und Physikochemiker.

## Werdegang
Als Sohn eines Berliner Kaufmanns besuchte Wiedemann anfangs eine Privatschule und ab 1838 das Cöllnische Humanistische Gymnasium. Sein anschließendes Studium der Physik, Chemie und Mathematik absolvierte er an der Berliner Universität, wo er sich mit Hermann von Helmholtz anfreundete. Nachdem er sich 1851 dort auch habilitiert hatte, lehrte er zunächst als Privatdozent in Berlin und ab 1854 als Hochschullehrer an der Universität Basel (1854–1863), der Technischen Hochschule Braunschweig (1863–1866) und der Technischen Hochschule Karlsruhe (1866–1871). 1871 erhielt er den Ruf auf den ersten bekannten Lehrstuhl für Physikalische Chemie der Universität Leipzig. 1887 wechselte er auf den Lehrstuhl für Physik und Wilhelm Ostwald übernahm das Physikalische Institut der Universität. In dieser Zeit legte Ostwald zusammen mit Svante Arrhenius, Jacobus Henricus van ’t Hoff und Walther Nernst den Grundstein für die physikalische Chemie.
Wiedemann beschäftigte sich vor allem mit der Polarisation des Lichts sowie mit Fragen der Elektrizität und des Magnetismus. Dabei fand er 1853 zusammen mit Rudolph Franz in Berlin den Zusammenhang zwischen der elektrischen Leitfähigkeit und der Wärmeleitfähigkeit von Metallen. Das nach ihnen benannte Wiedemann-Franzsche Gesetz besagt, dass das Verhältnis von elektrischer Leitfähigkeit und Wärmeleitfähigkeit bei allen reinen Metallen bei konstanter Temperatur nahezu gleich ist.
Zu den wichtigen Arbeiten Wiedemanns in Leipzig zählt auch die Bestimmung des absoluten elektrischen Widerstands des Quecksilbers mit Geräten von Wilhelm Eduard Weber und Karl Friedrich Zöllner, die er noch verbesserte. Wiedemann bestimmte hierbei die Länge einer Quecksilbersäule, die bei einem Querschnitt von 1 mm² einen Widerstand von 1 Ohm aufweist: Die genaue Länge dieser Quecksilbersäule ermittelte er mit 1,0626 m. Auf der Grundlage dieses Messergebnisses wurde 1893 die international gültige Maßeinheit Ohm als verbindlich festgelegt.
Weiterhin entdeckte Wiedemann die Torsion eines stromdurchflossenen magnetischen Stabes, später als Wiedemann-Effekt bezeichnet. Das von ihm verfasste Handbuch Die Lehre von der Elektrizität galt in der Physik für längere Zeit als Standardwerk. Als Nachfolger von Johann Christian Poggendorff übernahm er nach dessen Tod die Herausgabe der Annalen der Physik und Chemie.
Aus der Ehe mit seiner Frau Clara geb. Mitscherlich, Tochter des Berliner Chemikers Eilhard Mitscherlich, gingen die Söhne Eilhard Wiedemann (Physiker) und Alfred Wiedemann (Ägyptologe) hervor.
1871 wurde er als ordentliches Mitglied in die Königlich Sächsische Gesellschaft der Wissenschaften aufgenommen. Ab 1877 war er Mitglied der Königlichen Gesellschaft der Wissenschaften in Uppsala und der Königlichen Physiographischen Gesellschaft in Lund, ab 1879 der Preußischen Akademie der Wissenschaften, ab 1880 der Bayerischen Akademie der Wissenschaften und ab 1883 der Königlich Schwedischen Akademie der Wissenschaften. Ebenfalls 1883 wurde er korrespondierendes Mitglied der Russischen Akademie der Wissenschaften. Im Jahr 1882 wurde er zum Mitglied der Leopoldina, 1888 zum auswärtigen Mitglied der Göttinger Akademie der Wissenschaften und 1893 zum korrespondierenden Mitglied der Académie des sciences gewählt. Seit 1884 war er auswärtiges Mitglied der Royal Society und seit 1892 Ehrenmitglied (Honorary Fellow) der Royal Society of Edinburgh. Er war Mitglied der Gesellschaft Deutscher Naturforscher und Ärzte. 1897 erhielt er den Bayerischen Maximiliansorden für Wissenschaft und Kunst.
Gustav Heinrich Wiedemann starb 1899 im Alter von 72 Jahren in Leipzig. Er wurde im Mausoleum der Familie Mitscherlich auf dem Alten St.-Matthäus-Kirchhof in Schöneberg bei Berlin beigesetzt. Sein Sohn war der Physiker Eilhard Wiedemann.

## Schriften
- Die Lehre von der Elektricität, 3 Bände, Vieweg 1882, 1883, Band 1, Band 2, Band 3